# Хоакін Капаррос
Хоакін Капаррос (ісп. Joaquín Caparrós; нар. 15 жовтня 1955, Утрера) — іспанський футбольний тренер. З 2020 року — тренер збірної Вірменії.

## Кар'єра гравця
Хоакін Капаррос — вихованець мадридського «Реала», де зробив перші кроки в футболі, як гравець, в клубі «Плюс Ультра», але кар'єри футболіста у Капарроса не вийшло. Погравши ще в трьох клубах, серед яких був «Леганес», завершив кар'єру гравця, і в 26 років став тренером.

## Кар'єра тренера

### Початок і перші успіхи
До 1996 року Капаррос працював у маловідомих і аматорських клубах з нижчих дивізіонів, найвідомішим з яких був «Конкенсе», з яким він посів 2 місце в групі Терсери, але не зміг виграти плей-оф. В сезоні 1999/00 очолював регіональну збірну Кастилії-Ла-Манчі, це був його перший прихід в подібні збірні.
У 1996 році Капарроса запросили в його перший професійний клуб — «Рекреатіво». Команда тоді грала в третьому за силою дивізіоні — Сегунді Б. Він відпрацював у найстаршйі команді Іспанії 3 роки. У першому сезоні біля керма клубу Капаррос зайняв 4 місце в чемпіонаті, але знову поступився в плей-оф. На другому році роботи клуб зайняв 2 місце, і на цей раз плей-оф був виграний, що давало право на підвищення в Сегунду. Сезон 1998/99 команда провела в Сегунді і посіла 12 місце.
1999 року Капаррос пішов з «Рекреатіво», два роки керував збірною Андалусії, сезон 1999/00 він починав головним тренером клубу «Вільярреал», але залишив цей пост після 7 туру Сегунди.

### «Севілья»
У 2000 році Капарроса запросили в «Севілью», що тільки звільнила Хуана Карлоса Альвареса. Капаррос залишився в клубі на 5 років. Починати довелося знову з Сегунди, куди «Севілья» вилетіла сезон тому разом з головними ворогами з «Бетіса». Примітно, що разом з «Бетісом» команда Капарроса і повернулася до Прімери, з першого місця в Сегунді. У «Севільї» Капаррос розкрив таланти таких футболістів як Карлос Марчена, Хосе Антоніо Реєс, Хесулі і Серхіо Рамос. Майбутні придбання, такі як Жуліо Баптіста, Адріано Коррея, Даніел Алвес і Ренато вселяли надію на досягнення командою Капарроса зони єврокубків і успіх на домашній арені, але він був звільнений і замінений на Хуанде Рамоса, перш ніж зумів чогось досягти.

### Подальша кар'єра
Влітку 2005 року Капаррос переїхав до Галісії, прийнявши «Депортіво» з Ла-Коруньї, який покинув відомий і успішний Хав'єр Ірурета. У команді Капаррос відпрацював два сезони, але в кінці 2007 року після того, як клуб зайняв 13 місце в Ла-Лізі, Капаррос був звільнений.
У тому ж 2007 році Капаррос отримав запрошення з клубу «Атлетік Більбао». З командою з Басконії Капаррос досяг фіналів Кубка і Суперкубка Іспанії в 2009 році, поступившись в обох вирішальних матчах «Барселоні».
4 жовтня 2011 року призначений на пост головного тренера «Мальорки». Контракт підписаний строком до кінця сезону 2011/12. Змінив на цьому посту Мікаеля Лаудрупа. 4 лютого 2013 року розірвав контракт з клубом за взаємною згодою.
9 червня 2013 року Капаррос був затверджений на пост головного тренера «Леванте», але закінчивши чемпіонат на 10-му місці, свою посаду втратив.
28 травня 2014 року Каппарос підписав контракт за схемою 2+1 з «Гранадою», але в січні 2015 року був звільнений з команди після серії з 14-ти турів без перемог.
У листопаді 2016 року іспанець підписав контракт з «Осасуною», яка на той момент перебувала на 19-му місці, але всього через 2 місяці був відправлений у відставку.
Наступним місцем тренерської роботи був катарський клуб «Аль-Аглі», головним тренером команди якого Хоакін Капаррос був протягом другої половини 2017 року.
28 квітня 2018 року, після звільнення Вінченцо Монтелли з посади головного тренера «Севільї», до кінця сезону був призначений виконувачем обов'язків очільника тренерського штабу цієї команди, після чого повернувся на посаду спортивного директора.
У 2019 році Хоакін Капаррос знову очолив «Севілью», після того як керівництво відправило у відставку Пабло Мачіна. На цій посаді тренер провів 11 матчів і пішов з неї після оголошення про лейкемію.
Однак у наступному році Хоакін Капаррос став головним тренером [Збірна_Вірменії_з_футболу|збірної Вірменії]].

## Титули і досягнення
«Севілья»
- Переможець Сегунди: 2000/01

«Атлетіко Більбао»
- Фіналіст Кубка Іспанії: 2008/09
- Фіналіст Суперкубка Іспанії: 2009